# Hygrocybe coccinea
Hygrocybe coccinea (Jacob Christian Schäffer, 1774 ex Paul Kummer, 1871), sin. Hygrophorus coccineus (Jacob Christian Schäffer, 1774 ex Elias Magnus Fries, 1838), este o specie saprofită de ciuperci comestibile din încrengătura Basidiomycota în familia Hygrophoraceae și de genul Hygrocybe, denumită în popor căciula piticilor. În România, Basarabia și Bucovina de Nord se dezvoltă adesea imediat după o perioadă de ploaie, solitar sau în grupuri mai mici, pe soluri sărace, ne-tolerând nici un îngrășământ, pe pajiști, fânețe și liziera pădurilor. Apare nu în fiecare an, de la câmpie până în regiuni montane medii, din (iunie) iulie până în noiembrie.

## Descriere

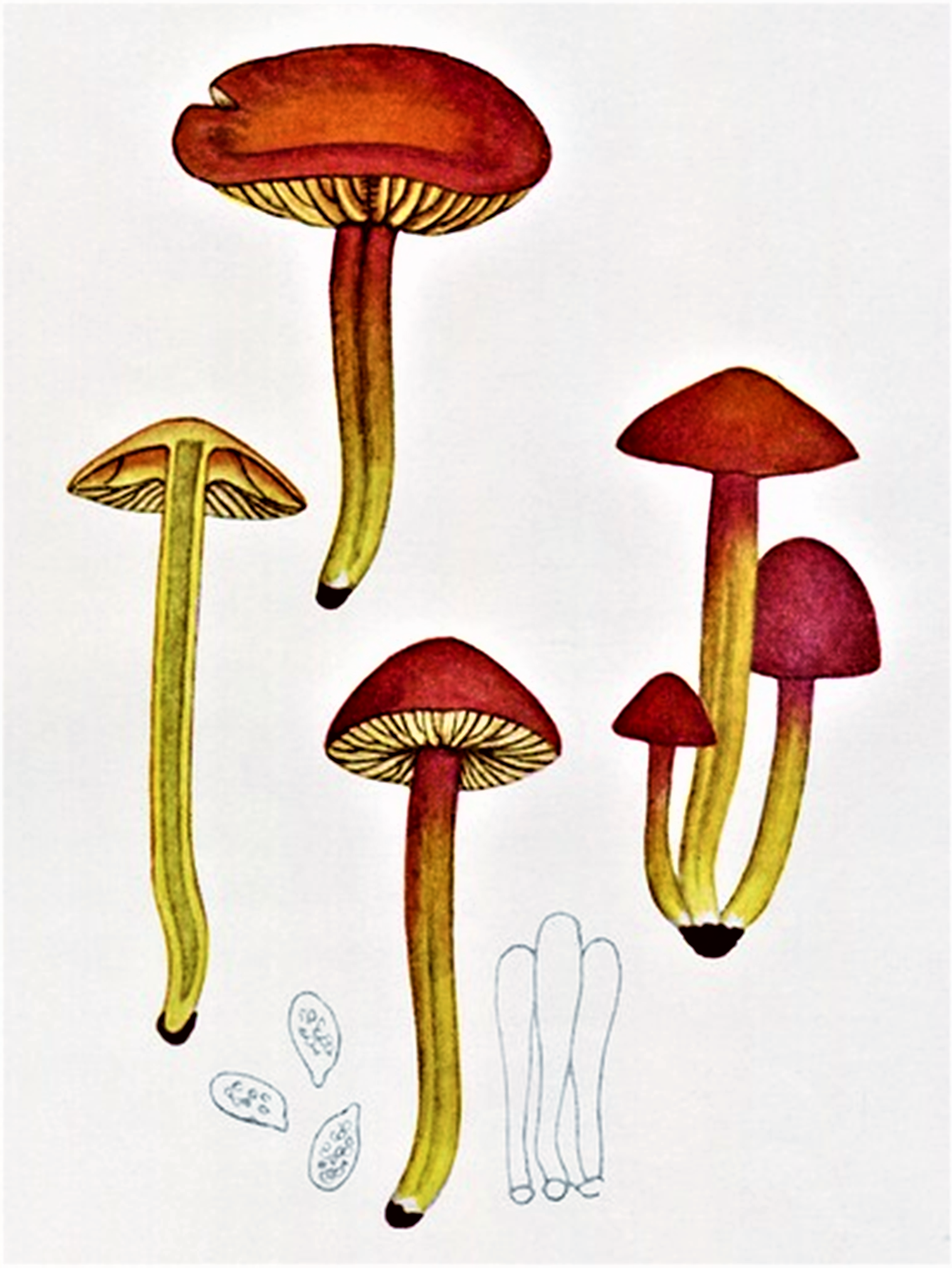
Bres.: Hygrophorus coccineus

- Pălăria: are un diametru între 2 și 6 cm, este subțire, fragilă, higrofilă, inițial semisferică, la maturitate convexă, în formă de cupolă și în sfârșit aplatizată cu marginile neregulat ondulate și uneori crăpate. Cuticula este netedă, lucioasă, umedă și ușor lipicioasă, coloritul fiind preponderent de un roșu înfocat, dar, depinde de variație, de asemenea portocaliu-roșiatic sau chiar auriu. Se decolorează adesea ceva la bătrânețe. Nu înnegrește după apăsare sau leziune.
- Lamelele: sunt spațiate, destul de groase și bulboase, inegale, cu lameluțe intercalate, lat aderate la picior, fiind de un colorit roșu-sângeriu sau portocaliu. Muchiile sunt gălbuie și nu dințate.
- Piciorul: are o lungime de 4 la 6 cm și o grosime de 0,5 până la 1 cm, este ușor detașabil de pălărie, neted și ne-fibros, cilindric, dar nu rar ceva compresat, adesea îndoit și gol pe dinăuntru. Coloritul seamănă celui al pălăriei, dar este spre bază mereu mai deschis, galben-portocaliu. Nu se colorează prin rupere în negru.
- Carnea: roșie până portocalie care nu se colorează în contact cu aerul după o secțiune este slab apoasă, subțire și friabilă, mirosul fiind imperceptibil și gustul plăcut.[3][4][5]
- Caracteristici microscopice: are spori lunguieț-elipsoidali, netezi, hialini (translucizi), având o mărime de 8-10 x 5-5,5 microni. Praful lor este alb. Basidiile cu 4 spori în formă de măciucă subțire măsoară 50-60 x 6-8 microni.[6]
- Reacții chimice: nu sunt cunoscute.[7]

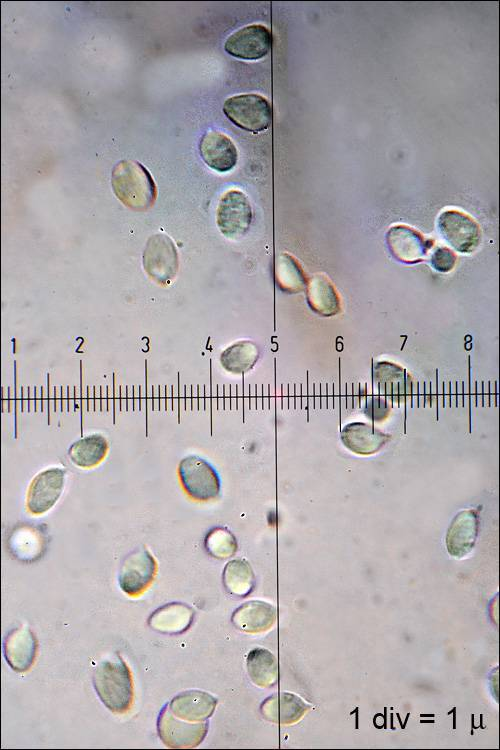
H.coccinea, spori
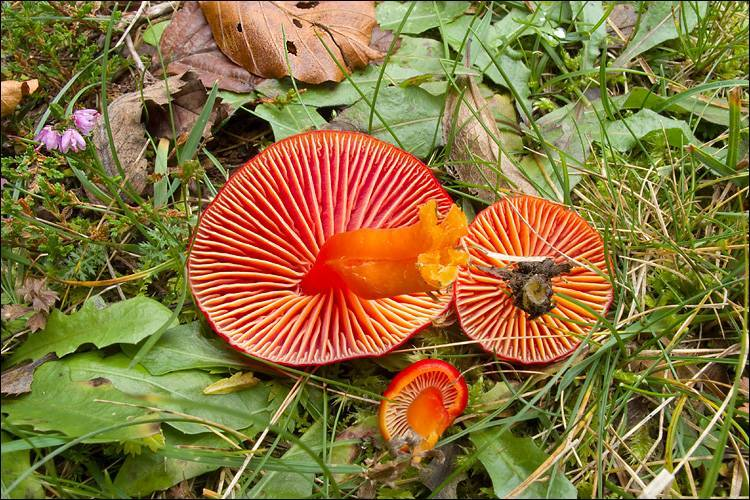
H.coccinea, lamele și picior
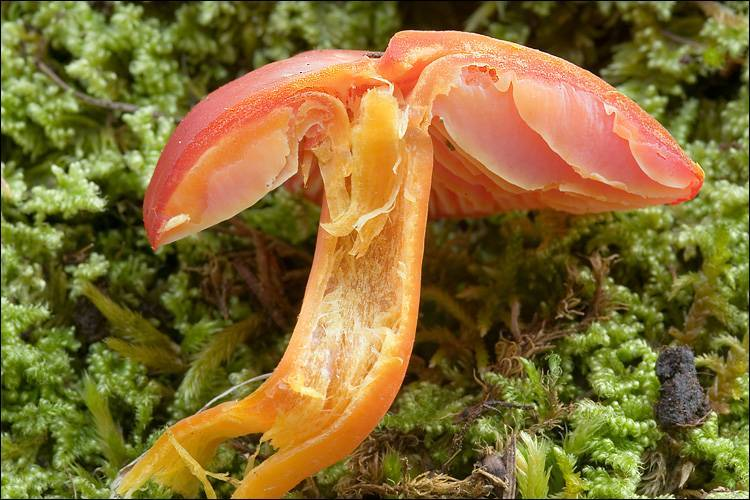
H. coccinea, secțiune longitudinală
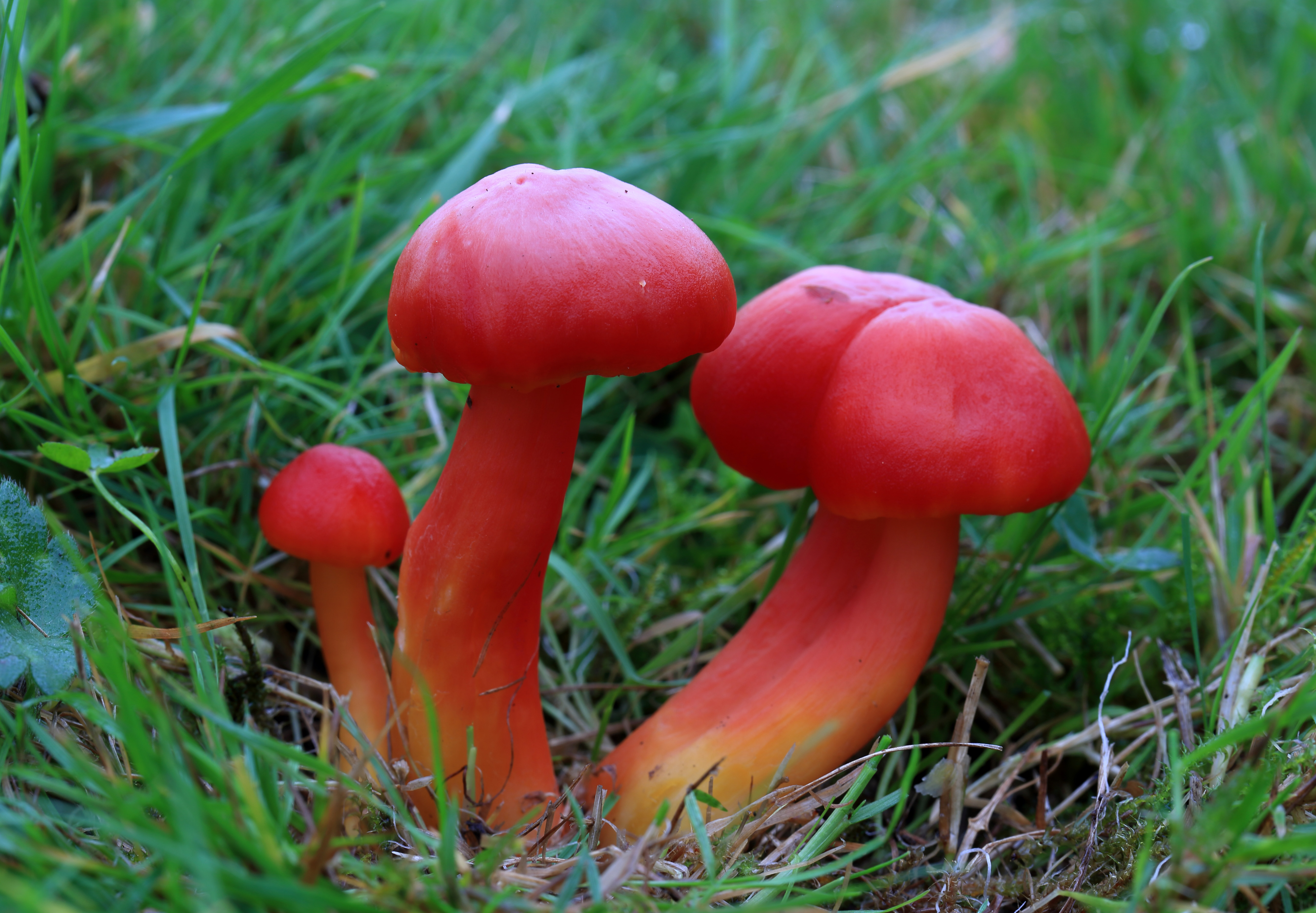
H. coccinea tinere

## Confuzii
Ciuperca poate fi confundată cu suratele ei cu toate comestibile, ca de exemplu: Hygrocybe aurantiosplendens, Hygrocybe chlorophana, Hygrocybe intermedia, Hygrocybe miniata, Hygrocybe punicea sau Hygrocybe splendidissima, dar, de asemenea, cu otrăvitoarele Hygrocybe conica și Hygrocybe nigrescens care înnegresc la bătrânețe, leziune sau tăiere.

## Specii asemănătoare în imagini

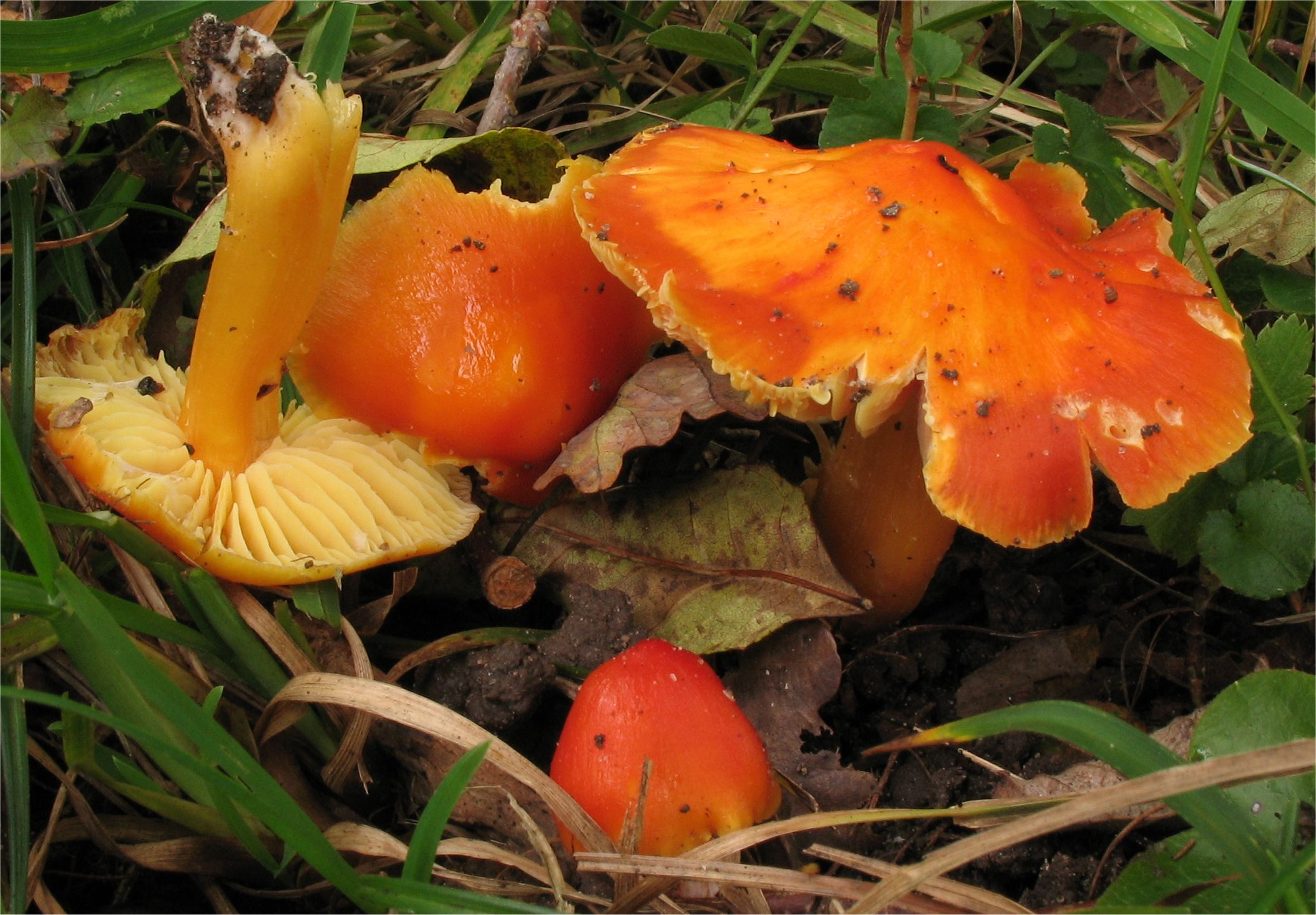
Hygrocybe aurantiosplendens
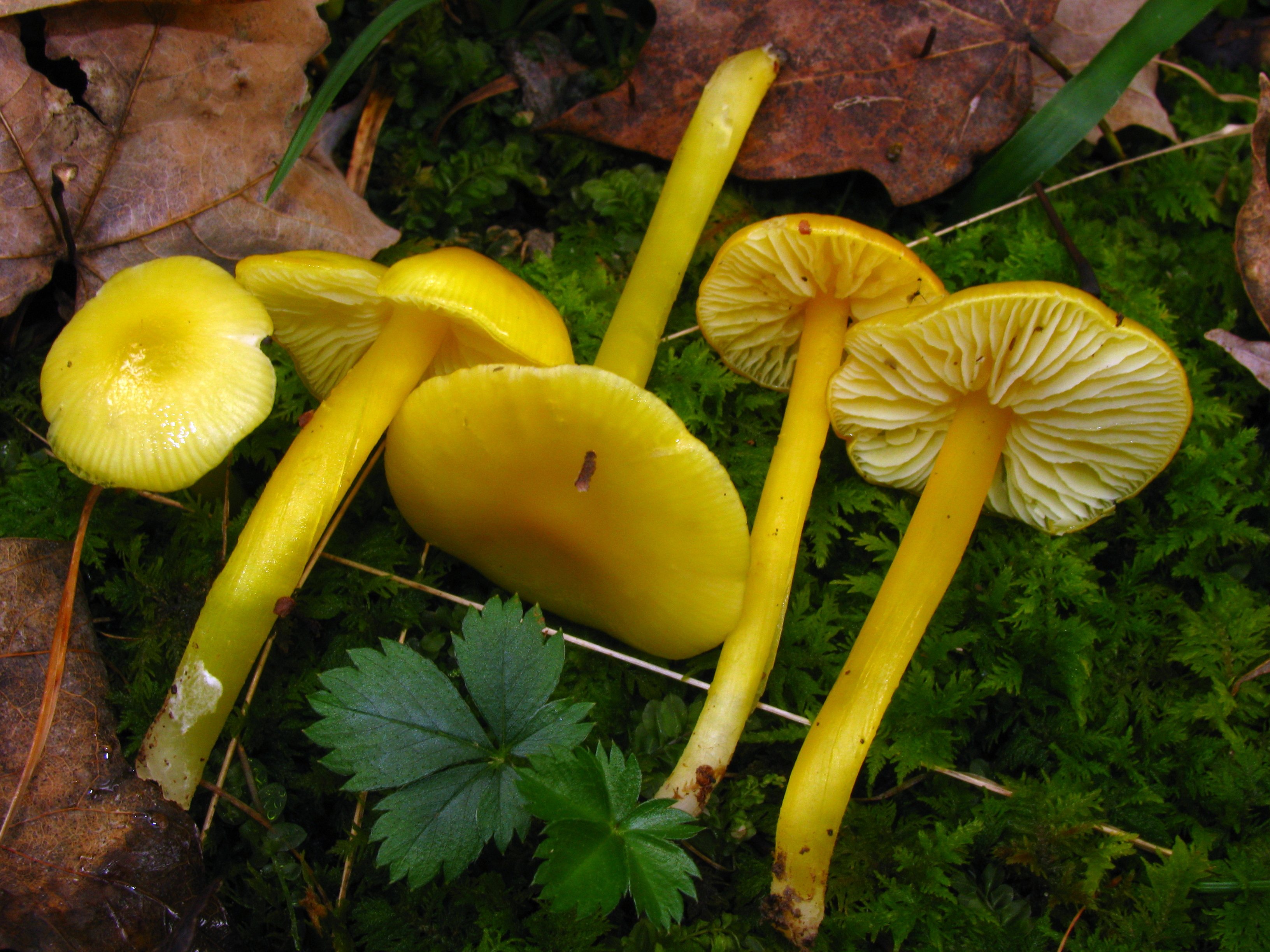
Hygrocybe chlorophana
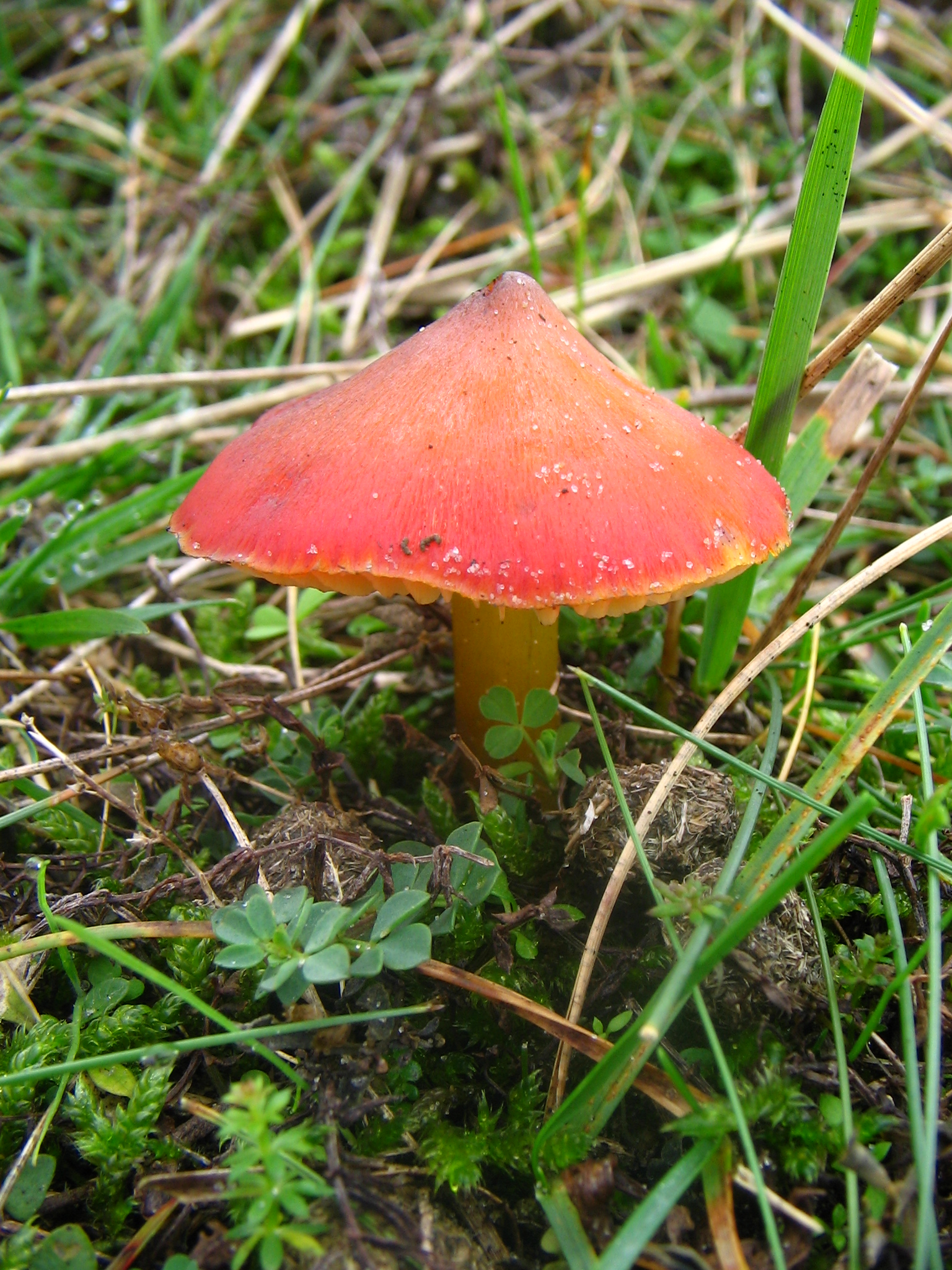
!!Hygrocybe conica!!
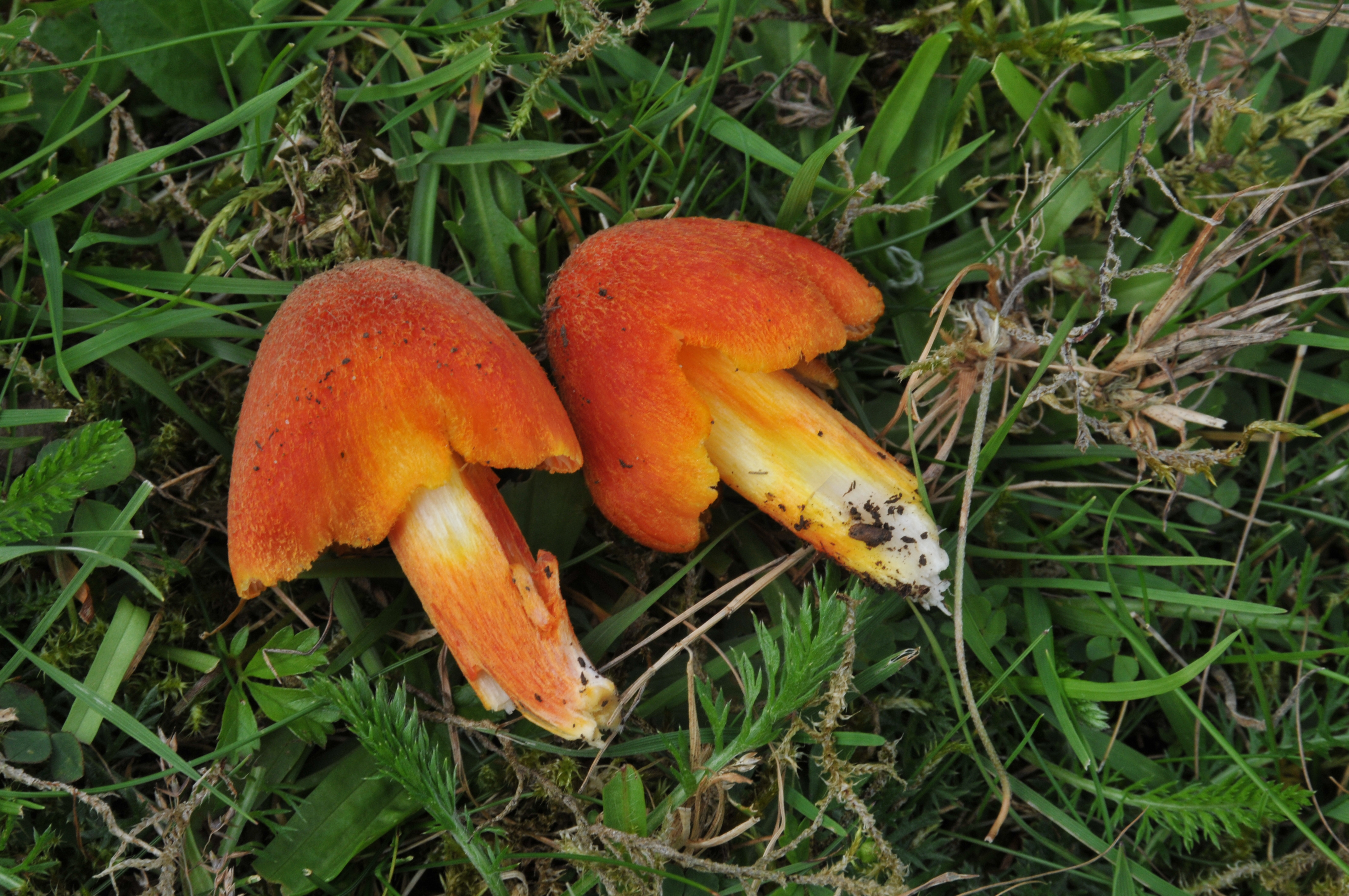
Hygrocybe intermedia
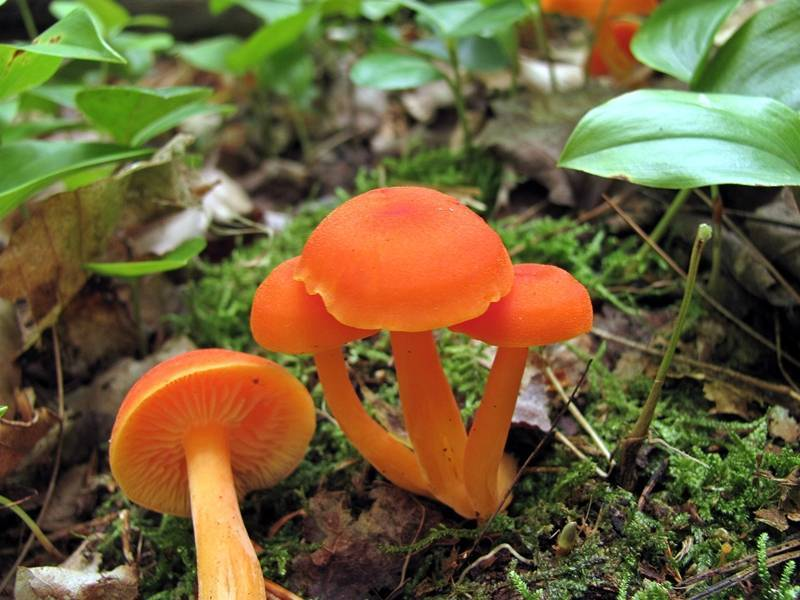
Hygrocybe miniata

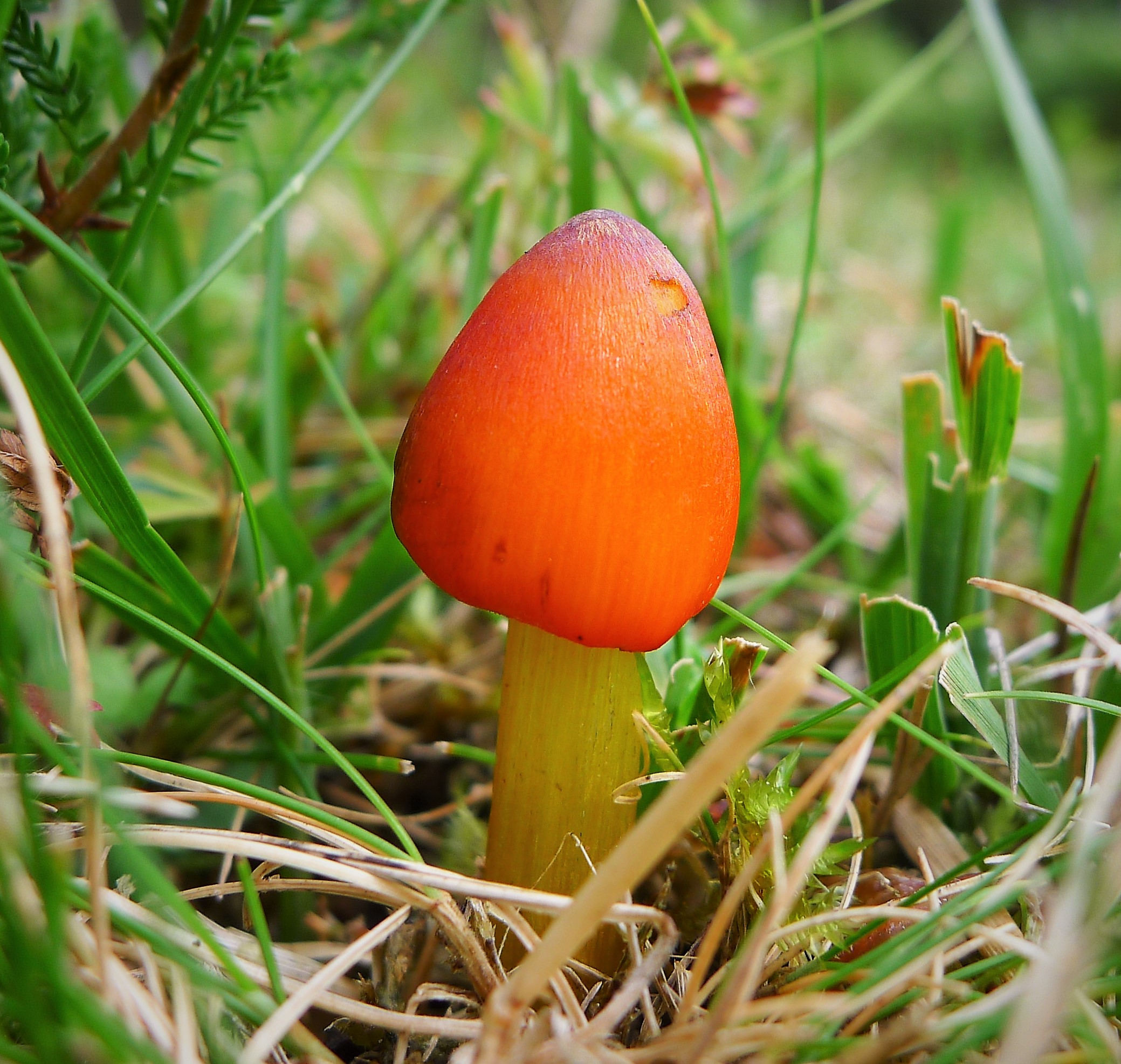
!!Hygrocybe nigrescens!!
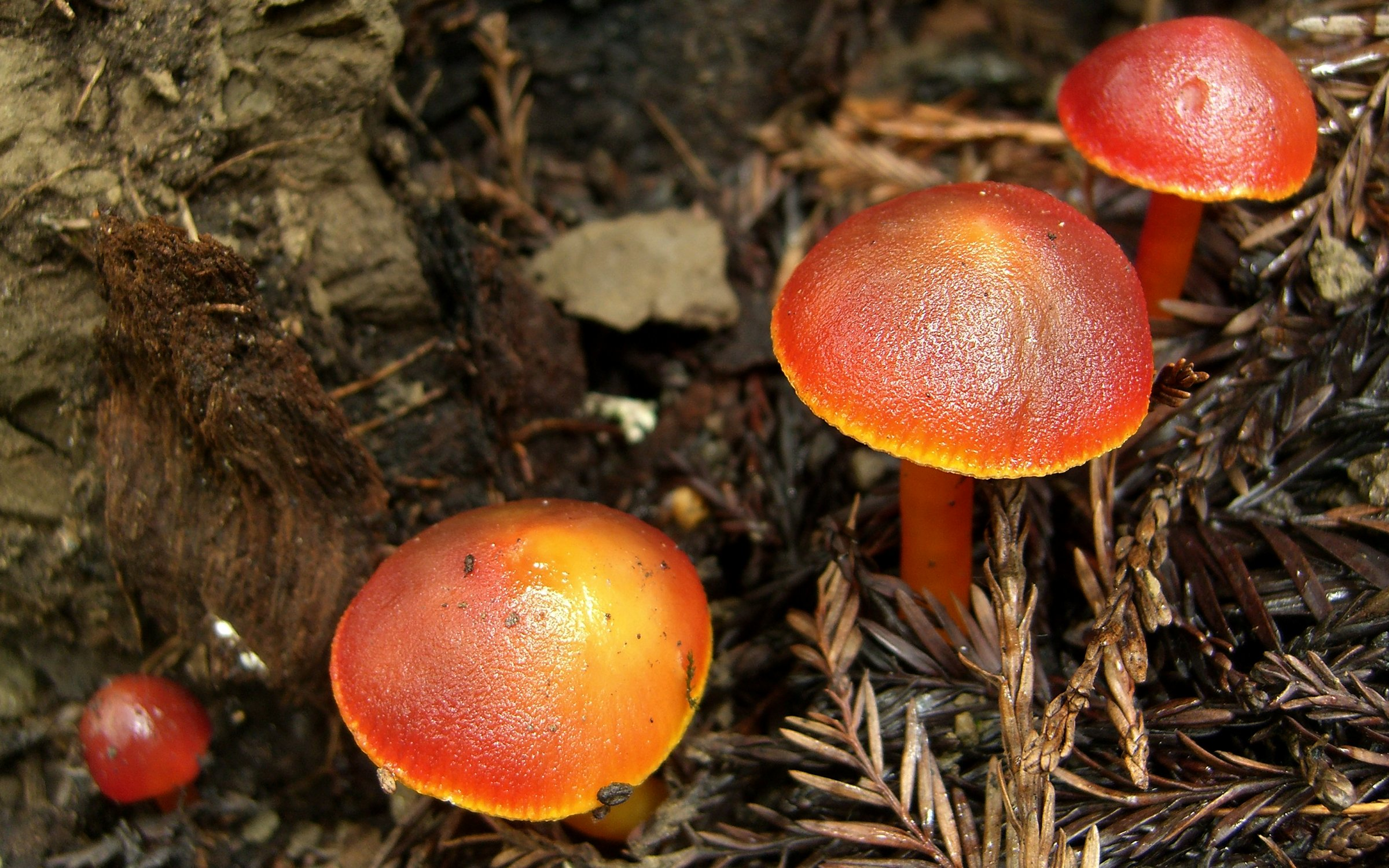
Hygrocybe punicea
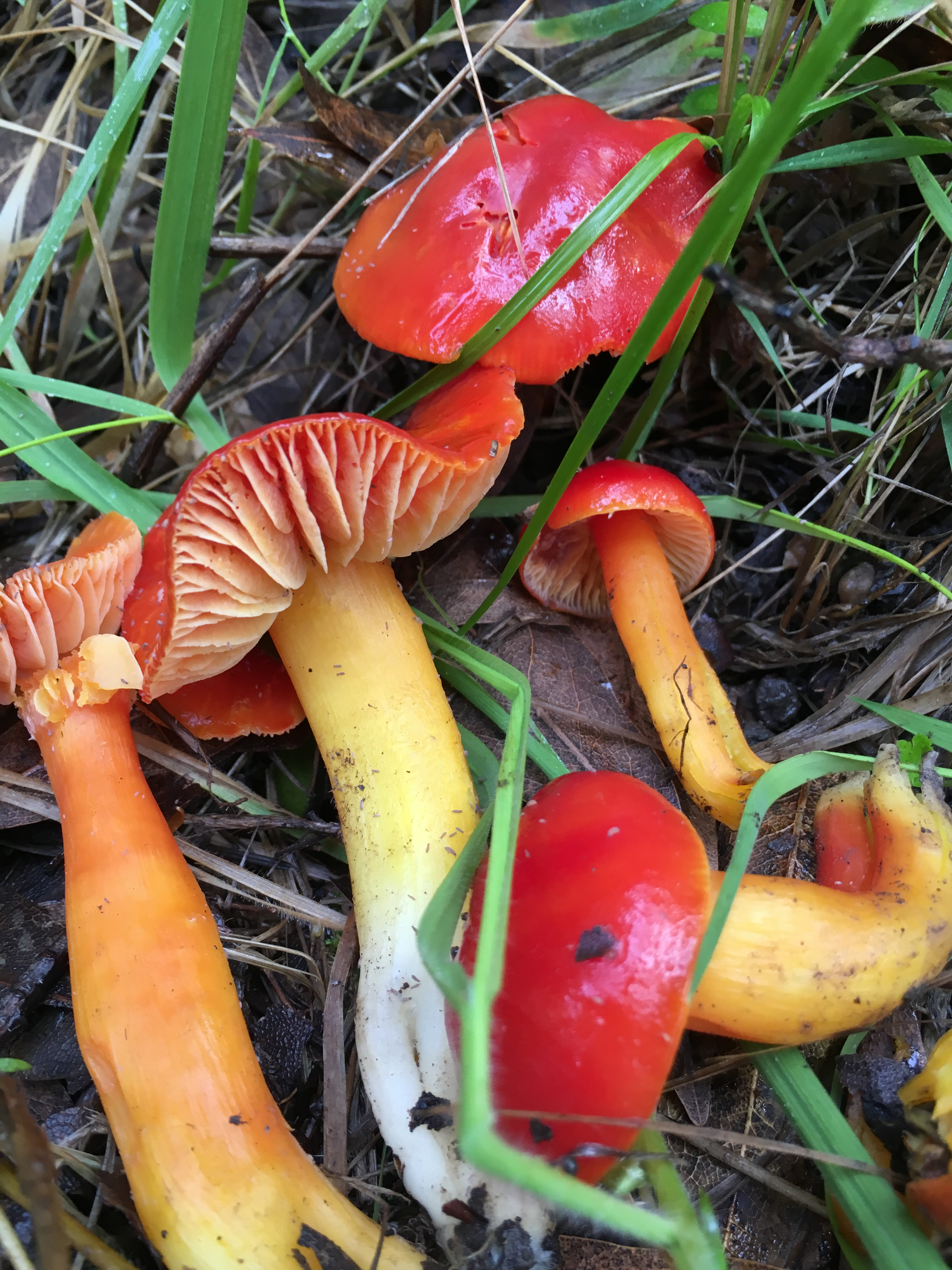
Hygrocybe splendidissima

## Valorificare
Căciula piticilor poate fi preparată, tăiată fin într-o mâncare cu alte soiuri de ciuperci. Luce Höllthaler recomandă prepararea ca supă cremoasă împreună cu conopidă, ceapă, smântână și verdețuri precum ca adăugare la legume franțuzești, de exemplu Ratatouille. Nu se potrivește pentru uscare.